# Che-pching Fang-čou (866)
Che-pching Fang-čou (866) (což znamená Archa Míru, jinak též Peace Ark) je nemocniční loď Námořnictva Čínské lidové osvobozenecké armády typu 920 (v kódu NATO třída Anwei). Je to první postavená čínská nemocniční loď (dříve pro tento účel používala pouze upravené transportní lodě). Sekundární využití plavidla je nasazení při živelních pohromách a humanitárních misích. Původně nesla jména Taj-šan Tao.

## Stavba

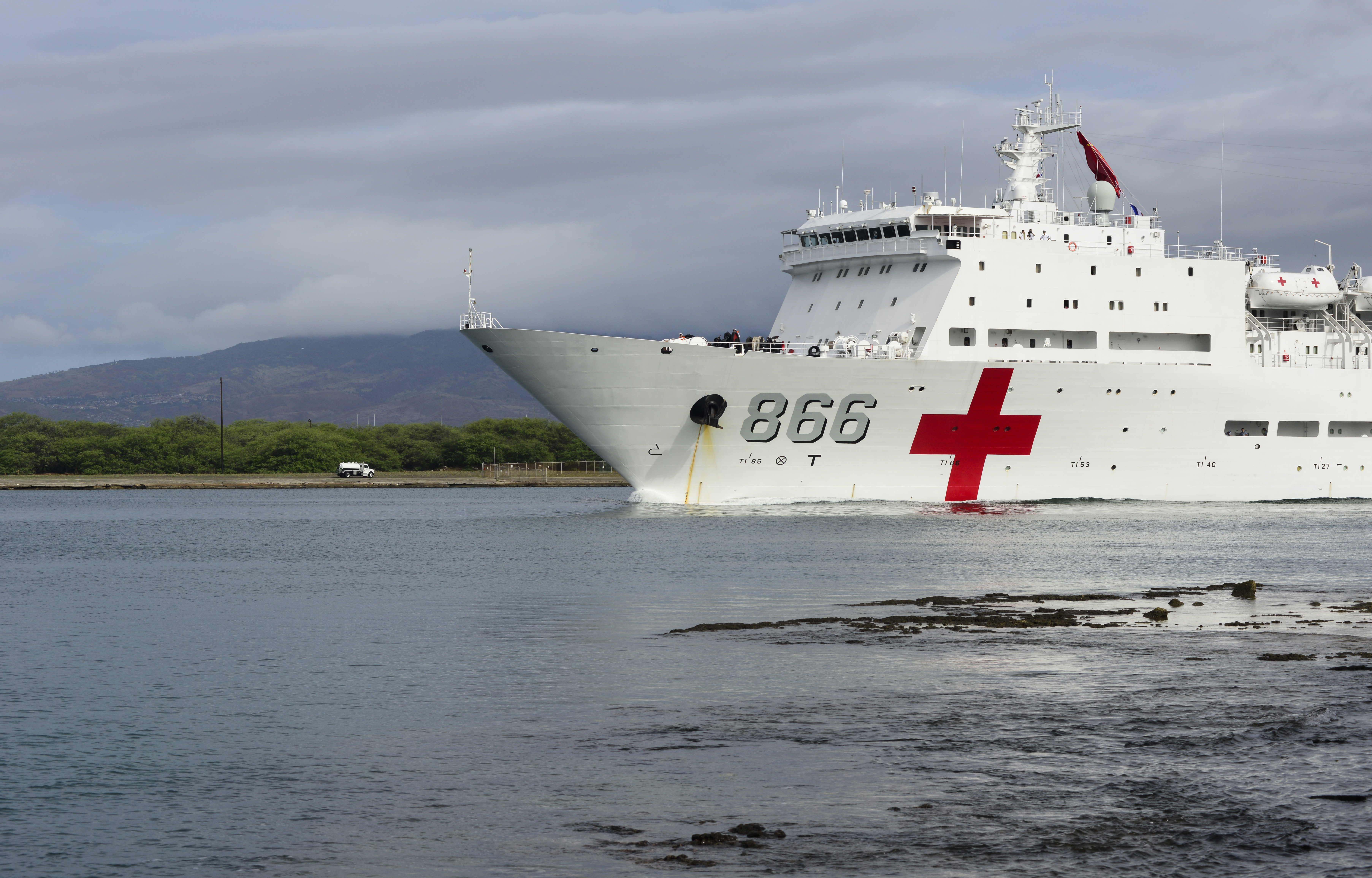
Che-pching Fang-čou (866) na mezinárodním cvičení RIMPAC

Plavidlo bylo postaveno čínskou loděnicí Guangzhou Shipyard International Company Limited v Kantonu. Trup byl na vodu spuštěn dne 29. srpna 2007. V srpnu 2008 loď úspěšně prošla zkouškami a dne 22. prosince 2008 vstoupila do služby.

## Konstrukce
Mnohé technické údaje plavidla jsou pouze odhadem. Velikost posádky je při nasazení 328 námořníků a 100 členů zdravotnického personálu. Palubní nemocnice má 300 lůžek, 40 lůžek JIP a osm operačních sálů, ve kterých lze provést až 40 operací denně. Specializované vybavení zahrnuje rentgen, ultrazvuk, dialýzu, nebo tomograf. Jedna místnost je vyhrazena také pro tradiční čínskou medicínu. Loď nenese výzbroj. Na zádi se nachází přistávací plocha a hangár pro dva vrtulníky. Palubní hangár pojme jeden vrtulník typu Z-8. Dle odhadů plavidlo pohánějí dva diesely, roztáčející dva lodní šrouby.

## Operační služba

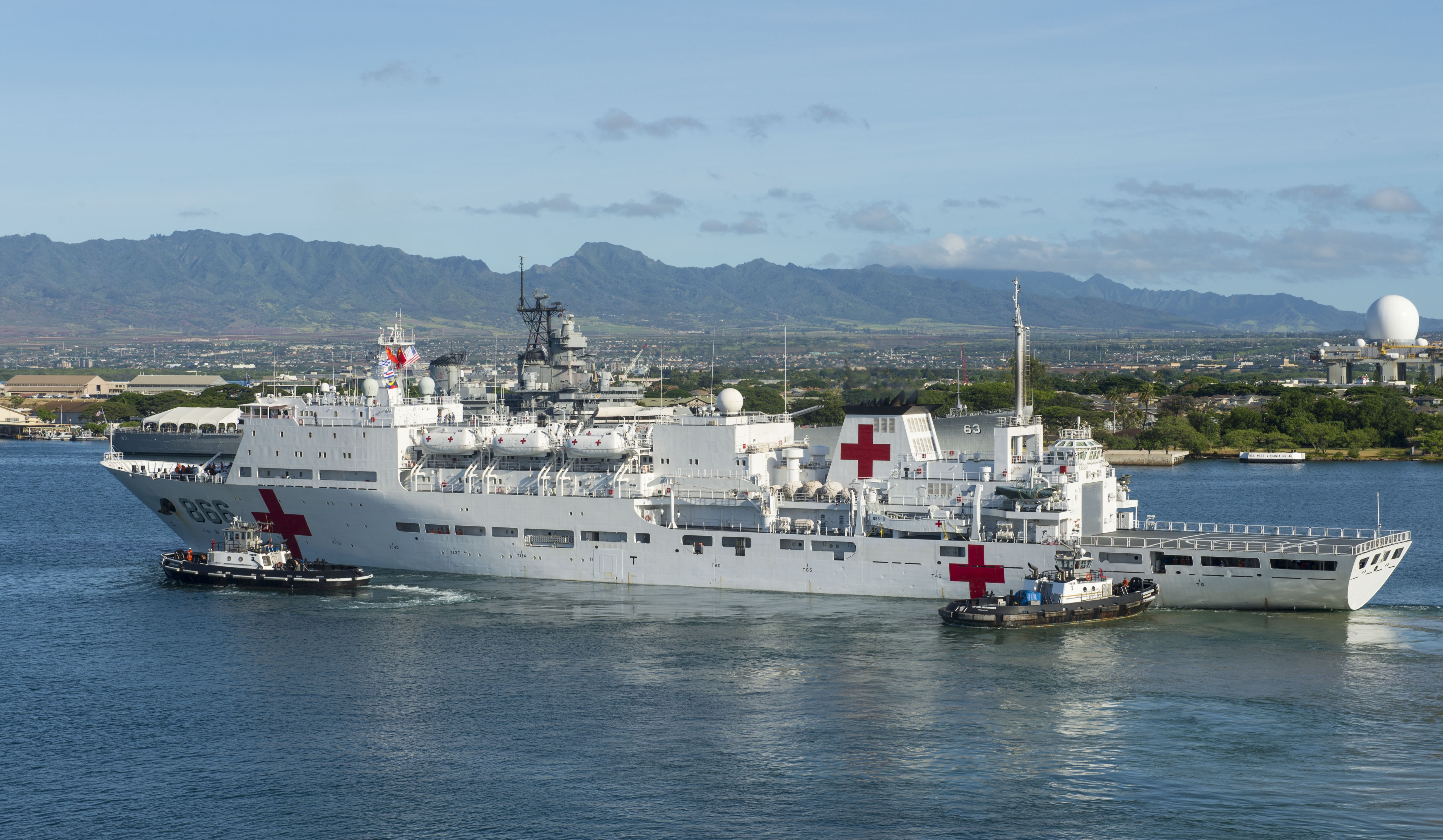
Che-pching Fang-čou (866) na mezinárodním cvičení RIMPAC

V roce 2009 Che-pching Fang-čou (866) operovala podél čínského pobřeží. V roce 2010 se vydala na první mezinárodní misi, během které návštívila Džibutsko, Keňu, Tanzanii, Seychely a Bangladéš. V roce 2011 navštívila Karibik a Střední Ameriku, konkrétně Kubu, Jamajku, Trinidad a Tobago a Kostariku. V roce 2013 byla nasazena na Filipíny zasažených tajfunem Haiyan.